# Trub
Trub es una comuna suiza del cantón de Berna, situada en el distrito administrativo del Emmental. Limita al norte con las comunas de Sumiswald, Luthern (LU) y Hergiswil bei Willisau (LU), al este con Romoos y Escholzmatt (LU), al sur con Marbach (LU) y Eggiwil, y al oeste con Trubschachen y Langnau im Emmental.
Trub es la comuna más grande (62 km²) en la región del Emmental. El territorio comunal comprende las localidades de Fankhaus, Kröschenbrunnen, Längengrund y Mettlenalp. Hasta el 31 de diciembre de 2009 situada en el distrito de Signau.